# Le Feu follet
Le Feu follet és una pel·lícula de drama de 1963 escrita i dirigida per Louis Malle. Es basa en la novel·la de 1931 Le Feu follet de Pierre Drieu La Rochelle, que es va inspirar en la vida del poeta Jacques Rigaut. La pel·lícula és protagonitzada per Maurice Ronet i compta amb Léna Skerla, Jean-Paul Moulinot, Bernard Tiphaine, Bernard Noël, Jeanne Moreau (que abans havia treballat amb Ronet i Malle a Ascenseur pour l'échafaud), Jacques Sereys i Alexandra Stewart en papers secundaris. La partitura consta de música composta per Erik Satie i interpretada pel pianista Claude Helffer.

## Argument
Alain Leroy rep tractament pel seu alcoholisme a la clínica de rehabilitació del Dr. La Barbinais a Versalles durant els últims quatre mesos. Està separat de la seva dona estatunidenca, Dorothy, que es troba a Nova York, on també va viure mentre estaven junts, i passa la seva primera nit fora de la clínica per tenir una cita amb Lydia, una de les amigues de Dorothy, que es troba a França. per a una visita. La Lydia li diu a l'Alain que està curat i que hauria de tornar a Nova York amb ella, però ell no vol, i, tot i que diu que és "greu", ella no pot quedar-se amb ell per obligacions laborals, així que se separen.
A la clínica, l'Alain passa la major part del temps sol a la seva habitació: llegint, jugant amb mosquetes, intentant escriure, mirant per la finestra i examinant la seva pistola. El doctor La Barbinais està content d'escoltar que l'Alain va passar temps amb una dona i no va beure i, dient-li a l'Alain que s'ha curat des de fa un temps, li suggereix pensar en marxar i continuar amb la seva vida. Quan l'Alain diu que tornarà a beure si surt de la clínica, el metge li diu que la por s'esvairà amb el temps i l'anima a intentar reconciliar-se amb la Dorothy de nou. L'Alain diu que se n'anirà a finals de setmana i, abans d'anar a dormir aquella nit, es compromet a suïcidar-se l'endemà.
Al matí, Alain va a París i cobra un xec que la Lydia li va donar, suposadament per pagar un vell deute de joc. Aleshores, es posa en contacte amb alguns vells amics i es passa la resta del dia fent una sèrie de reunions. Dubourg, l'antic amic bevent d'Alain, s'ha instal·lat en una vida còmoda amb la seva dona Fanny i les seves dues filles petites, i està escrivint un llibre sobre l'antic Egipte. Intenta impressionar a Alain les virtuts de la seva previsible existència adulta i l'invita a viure amb ell, però Alain, dient que no vol envellir, es nega.
A continuació, l'Alain veu l'Eva. Parlen de com han canviat tots els seus amics, però l'Alain està disgustat per la separació dels seus nous amics consumidors de drogues i se'n va. Coneix els germans Minville, que, tot i que la Guerra d'Algèria ha acabat, encara lluiten contra la independència d'Algèria, al Café Flore. Després de marxar, beu una beguda alcohòlica que queda a la taula. Aviat comença a sentir-se malalt, així que va d'hora a casa de Cyrille i Solange Lavauds per fer una migdiada abans de la festa a la qual el van convidar.
Un sopar elegant està en marxa quan l'Alain es desperta. Els seus amics són acollidors i contents de veure'l, però un intel·lectual anomenat Brancion no està impressionat per una història que explica la Cyrille sobre una de les escapades de borratxos d'Alain. La Cyrille li dona una altra copa a l'Alain, i Alain acaba despotricant sobre com és incapaç de voler o desitjar res, fins i tot Solange, la seva bella antiga amant. Davant de Cyrill, Alain demana a Solange que el salvi, però ella el rebutja suaument. Es dirigeix cap a la porta, prometent a un Cyrill interessat que tornarà, i Cyrill el convida a dinar l'endemà.
Michel "Milou" Bostel, un jove que actualment viu una vida de beguda i festa semblant a la que solia viure Alain, abandona la festa dels Lavaud al mateix temps que Alain. Van junts a l'autobús i passegen per París a la nit, i l'Alain confessa que sent que la seva reputació d'home de dames no es mereix, ja que mai va poder aferrar-se a una dona i sempre ha volgut estimar i ser estimat.
Despertant a la seva habitació de la clínica, l'Alain empaqueta les seves pertinences. La Solange li truca per recordar-li que vingui a dinar i li promet que hi serà. Ella intenta compartir unes paraules amables, però ell diu que no entén i penja. Després d'acabar de llegir El gran Gatsby, Alain es dispara al cor.

## Repartiment
- Maurice Ronet com Alain Leroy
- Léna Skerla com a Lydia, una amiga de la dona d'Alain, Dorothy
- Yvonne Clech com a Sra Farnoux, pacient de la clínica del Dr. La Barbinais
- Hubert Deschamps com a D'Averseau, pacient de la clínica del Dr. La Barbinais
- Jean-Paul Moulinot com el doctor La Barbinais
- Mona Dol com a senyora La Barbinais
- Pierre Moncorbier com a Moraine, pacient de la clínica del Dr. La Barbinais
- René Dupuy (acreditat com a René Dupuis) com a Charlie, el cambrer de l'Hotel du Quai Voltaire
- Bernard Tiphaine com a Michel "Milou" Bostel, que Alain veu al bar i a la festa dels Lavaud
- Bernard Noël com a Dubourg, l'amic d'Alain que s'ha establert
- Ursula Kubler com a Fanny, la dona de Dubourg
- Jeanne Moreau com a Eva, l'amiga d'Alain que és artista
- Alain Mottet com a Urcel, l'amic d'Eva, que és un poeta drogodependent
- François Gragnon com François Minville, amic d'Alain que és a l'OEA i acaba de sortir de la presó
- Romain Bouteille com a Jérôme Minville, l'amic d'Alain que és a l'OEA i acaba de sortir de la presó
- Jacques Sereys com a Cyrille Lavaud, l'amic d'Alain que és ric
- Alexandra Stewart com a Solange, l'exnòvia d'Alain i la dona de Cyrille
- Claude Deschamps com a Maria, l'amiga d'Alain, que és a la festa dels Lavaud
- Tony Taffin com a Marc Brancion, convidat a la festa dels Lavaud
- Henri Serre com a Frédéric, el nuvi de Maria casat
- Vera Valdez com la jove pacient de la clínica del Dr. La Barbinais (sense acreditar)
- Darling Légitimus com a Chantal, la minyona dels Dubourg (sense acreditar)
- Michèle Mahaut com a convidada a la festa dels Lavaud (sense acreditar)

## Recepció
La pel·lícula va ser la presentació oficial francesa per al Oscar a la millor pel·lícula de parla no anglesa als Premis Oscar de 1963, però no va ser escollida com una de les cinc nominacions finals de la categoria.
Le Feu folleet té una puntuació d'aprovació del 82% al lloc web de l'agregador de ressenyes Rotten Tomatoes, basat en 11 ressenyes, i una puntuació mitjana de 7,7/10.
En la seva 2006 Movie Guide, Leonard Maltin va donar a la pel·lícula 3,5 estrelles (sobre quatre), qualificant-la de "probablement la millor primera pel·lícula de Malle." Roger Ebert va donar la mateixa puntuació a la pel·lícula, descrivint-la com un "triomf d'estil".

### En la cultura popular
Malle ha estat una influència del director nord-americà Wes Anderson, amb The Royal Tenenbaums (2001) d'Anderson especialment influenciat per Le Feu follet. Tenenbaums fins i tot inclou un personatge que diu la línia "I em vaig a matar demà", que és la traducció a l'anglès d'una línia de la pel·lícula de Malle.